# Karl Burk
Karl Burk, właściwie Johannes Karl Burk (ur. 14 marca 1898 w Buchenau, zm. 23 września 1963 w Fritzlar) – niemiecki wojskowy, SS-Brigadeführer, generał major Waffen-SS, oficer łącznikowy SS przy Siłach Zbrojnych Komitetu Wyzwolenia Narodów Rosji i dowódca 15 Dywizji SS. Uczestnik I i II wojny światowej.

## Służba wojskowa
Urodził się w rodzinie chłopskiej. W 1913 wstąpił do armii. Służył w piechocie, uczestnik I wojny światowej, został odznaczony Krzyżem Żelaznym I i II klasy. Po wojnie służył w Reichswehrze Republiki Weimarskiej do 1927. Od 1 maja 1933 był członkiem NSDAP.

## Kariera w SS
- 20 kwietnia 1935 – SS-Untersturmführer
- 9 listopada 1935 – SS-Obersturmführer
- 13 września 1936 – SS-Hauptsturmführer
- 12 września 1937 – SS-Sturmbannführer
- 9 listopada 1938 – SS-Obersturmbannführer
- 15 lipca 1943 – SS-Standartenführer
- 9 listopada 1944 – SS-Oberführer
- 20 kwietnia 1945 – SS-Brigadeführer i generał major Waffen SS

## Ważniejsze stanowiska
- Od 1936 do 9 stycznia 1939 – dowódca 70. SS-Standarte
- od 9 stycznia 1939 do 1 marca 1941  – dowódca 8. SS-Standarte
- Następnie służył w Dywizji SS „Wiking”
- Od maja 1941 do 1 września 1942 – dowódca batalionu obrony powietrznej
- w latach 1944–1945 – oficer łącznikowy SS w siłach zbrojnych Komitetu Wyzwolenia (ACPD), pod dowództwem generała Andrieja Własowa.
- od 15 lutego 1945 do 2 maja 1945 – dowódca 15 Dywizji SS (1 łotewskiej).

## Niektóre nagrody
- Żelazny Krzyż I i II Klasy (Cesarstwo Niemieckie)
- Żelazny Krzyż I i II Klasy (III Rzesza)
- Medal za Kampanię Zimową na Wschodzie 1941/1942